# Otidocephalus
Otidocephalus är ett släkte av skalbaggar. Otidocephalus ingår i familjen vivlar.

## Dottertaxa tillOtidocephalus, i alfabetisk ordning[1]
- Otidocephalus adspersus
- Otidocephalus aeneus
- Otidocephalus albolineatus
- Otidocephalus albomarginatus
- Otidocephalus albopilosus
- Otidocephalus americanus
- Otidocephalus angusticollis
- Otidocephalus apioniformis
- Otidocephalus arizonicus
- Otidocephalus basalis
- Otidocephalus beckeri
- Otidocephalus bicolor
- Otidocephalus bidentatus
- Otidocephalus boops
- Otidocephalus brevicollis
- Otidocephalus brevisetis
- Otidocephalus canescens
- Otidocephalus canus
- Otidocephalus castaneus
- Otidocephalus cavifrons
- Otidocephalus cavirostris
- Otidocephalus chevrolati
- Otidocephalus cinereus
- Otidocephalus coarctatus
- Otidocephalus comatus
- Otidocephalus compressus
- Otidocephalus constrictus
- Otidocephalus corae
- Otidocephalus crassirostris
- Otidocephalus crinitus
- Otidocephalus cupreus
- Otidocephalus cuprinus
- Otidocephalus curvimanus
- Otidocephalus cylindricollis
- Otidocephalus dentipes
- Otidocephalus depressicollis
- Otidocephalus dichrous
- Otidocephalus dimidiatus
- Otidocephalus divisus
- Otidocephalus dugesi
- Otidocephalus duplicatus
- Otidocephalus egregius
- Otidocephalus elongatus
- Otidocephalus ericius
- Otidocephalus estriatus
- Otidocephalus fasciculatus
- Otidocephalus flavipennis
- Otidocephalus flavipilis
- Otidocephalus flohri
- Otidocephalus floridanus
- Otidocephalus formicarius
- Otidocephalus foveifrons
- Otidocephalus gazella
- Otidocephalus gibbicollis
- Otidocephalus gibbus
- Otidocephalus grandis
- Otidocephalus hystricosus
- Otidocephalus inquisitus
- Otidocephalus insignis
- Otidocephalus interruptus
- Otidocephalus laevicollis
- Otidocephalus laevipennis
- Otidocephalus laevis
- Otidocephalus latidens
- Otidocephalus lineatus
- Otidocephalus lineipennis
- Otidocephalus longicollis
- Otidocephalus longipennis
- Otidocephalus longipilis
- Otidocephalus megalops
- Otidocephalus mexicanus
- Otidocephalus mixtus
- Otidocephalus multilineatus
- Otidocephalus myrmecodes
- Otidocephalus myrmex
- Otidocephalus nivosus
- Otidocephalus octolineatus
- Otidocephalus oculatus
- Otidocephalus panamensis
- Otidocephalus parvulus
- Otidocephalus pelliceus
- Otidocephalus pellitus
- Otidocephalus perforatus
- Otidocephalus pilicollis
- Otidocephalus pilosus
- Otidocephalus poeyi
- Otidocephalus prolongatus
- Otidocephalus pubescens
- Otidocephalus pulicarius
- Otidocephalus puncticeps
- Otidocephalus rhois
- Otidocephalus ruficollis
- Otidocephalus ruficornis
- Otidocephalus rugicollis
- Otidocephalus scrobicollis
- Otidocephalus senex
- Otidocephalus seniculus
- Otidocephalus setiger
- Otidocephalus setulosus
- Otidocephalus similis
- Otidocephalus simplex
- Otidocephalus speculator
- Otidocephalus spegazzinii
- Otidocephalus spinicollis
- Otidocephalus subglaber
- Otidocephalus taeniatus
- Otidocephalus tenuirostris
- Otidocephalus tergo-pilosus
- Otidocephalus texanus
- Otidocephalus tonsilis
- Otidocephalus ulkei
- Otidocephalus uniformis
- Otidocephalus ventralis
- Otidocephalus versicolor
- Otidocephalus vestitus
- Otidocephalus vicinus
- Otidocephalus villosus
- Otidocephalus vittatus